# Gare de New Beckenham
La gare de New Beckenham (en anglais : New Beckenham railway station), est une gare ferroviaire de la Ligne de Mid-Kent (en), en zone 4 Travelcard. Elle  est située sur la Lennard Road à Chelsfield, sur le territoire du  borough londonien de Bromley, dans le Grand Londres.
C'est une gare Network Rail desservie par des trains Southeastern de National Rail.